# Xã Western Mound, Quận Macoupin, Illinois
Xã Western Mound (tiếng Anh: Western Mound Township) là một xã thuộc quận Macoupin, tiểu bang Illinois, Hoa Kỳ. Năm 2010, dân số của xã này là 272 người.